# Gonatodes alexandermendesi
Gonatodes alexandermendesi är en ödleart som beskrevs av  Cole och KOK 2006. Gonatodes alexandermendesi ingår i släktet Gonatodes och familjen geckoödlor. Inga underarter finns listade i Catalogue of Life.